# Almirante Latorre (Schiff, 1992)
Die Almirante Latorre (Kennung: FFG-14) ist eine chilenische Fregatte der Adelaide-Klasse. Das Schiff wurde ursprünglich als Melbourne für die Royal Australian Navy gebaut und von dieser von 1992 bis 2019 eingesetzt. 2019 erfolgte der Verkauf an Chile, wo die Fregatte ab 2020 als Almirante Latorre in Dienst steht.

## Geschichte
Die Melbourne ist das fünfte Schiff der auf Basis der US-amerikanischen Oliver-Hazard-Perry-Klasse entstandenen Adelaide-Klasse. Sie wurde am 12. Juli 1985 auf der Werft Australian Marine Engineering Consolidated in Williamstown im Bundesstaat Victoria auf Kiel gelegt. Ihr Stapellauf erfolgte am 5. Mai 1989 und die Indienststellung am 15. Februar 1992. Die Fregatte wurde nach der australischen Großstadt Melbourne im Bundesstaat Victoria benannt.
Vom 20. Januar bis zum 23. Februar 2000 war die Melbourne an der International Force East Timor während der Krise in Osttimor 1999 beteiligt, die unter australischer Führung stattfand. Sie löste im Seegebiet vor Osttimor ihr Schwesterschiff HMAS Newcastle ab.
2002 entsandte die australische Marine das Schiff in den Persischen Golf, um an den Sanktionen der Vereinten Nationen gegen den Irak teilzunehmen. Ein Jahr darauf nahm die Melbourne am Irakkrieg teil und kehrte in den Golf zurück. 2010 wurde die Fregatte im Rahmen der Operation Slipper ins Arabische Meer entsandt. Dort nahm sie auch an Patrouillenfahrten gegen die Piraterie vor der Küste Somalias teil. In 14 Fällen empfing das Schiff Notsignale von bedrohten Handelsschiffen, darunter dem britischen Tanker CPO China am 3. Januar 2011. Die Besatzung hatte sich im Inneren des Schiffes verschanzt und wartete auf Hilfe. Beim Herannahen der Melbourne ergriffen die Piraten die Flucht. Die Melbourne kehrte am 18. Februar 2011 nach Sydney zurück.
Ihre letzte Fahrt in der Royal Australian Navy beendete die Melbourne am 27. September 2019. Am 26. Oktober 2019 wurde sie außer Dienst gestellt.
Im Dezember 2019 wurde sie zusammen mit dem Schwesterschiff Newcastle an Chile verkauft. Dort wurde sie als Almirante Latorre am 15. April 2020 in Dienst gestellt.

## Auszeichnungen alsMelbourne
Als Auszeichnungen werden geführt zwei Battle Honour, eins für ihren Einsatz in der International Force East Timor und ein Weiteres für den Einsatz im Persischen Golf im Jahr 2002 während des Kriegs gegen den Terror. Des Weiteren drei Battle Honour übernommen von ihren Vorgängerschiffen für die Eroberung von Rabaul im Jahr 1914, den Dienst in der Nordsee in den Jahren 1916 bis 1918 und für den Einsatz in malaysischen Gewässern in den Jahren 1964 bis 1966.

## Namensvorgänger
Als Melbourne war das Schiff die dritte Einheit der australischen Marine, die diesen Namen trug. Namensvorgänger waren ein Leichter Kreuzer der Town-Klasse von 1913 und ein Flugzeugträger der Majestic-Klasse von 1955.
Als Almirante Latorre ist das Schiff die fünfte Einheit der chilenischen Marine dieses Namens. Namensvorgänger waren das Schlachtschiff Almirante Latorre (1921 bis 1958), ein Kreuzer der Tre-Kronor-Klasse (1971 bis 1984), ein Zerstörer der der County-Klasse (1986 bis 1998) und eine Fregatte der Jacob-van-Heemskerck-Klasse (2005 bis 2020).